# Les Bobčok
Les Bobčok, dříve nazývaný les Babčok, je les, který se nachází převážně na katastrálním území Šenova a menší měrou na území Václavovic v okrese Ostrava-město. Rozkládá se západně od Dolní Datyně a východně od Václavovic. Geograficky náleží do Ostravské pánve,  Moravskoslezského kraje a Horního Slezska.

## Popis lesa
Les Bobčok společně s Datyňským lesem jsou cennými lesními celky, které představují částečně původní a podmáčené dubové bučiny, které byly typické pro oblast mezi řekami Lučina a Ostravice. Nejvyšším geografickým vrcholem lesa a celého Šenova je kopec Bobčok (303 m n. m.). Les, který se rozkládá na sprašových hlínách, vytváří přirozenou zdrojnici a ochranu vod potoka Dolní Datyňka (Venclůvka), který je přítokem řeky Lučiny z povodí řeky Odry. Pramení zde studánka Bobčok 1, studánka Bobčok 2, potok Bobčok a několik bezejmenných toků.
Asi nejvýznamnější a nejzajímavější chráněná rostlina lesa je vytrvalá bylina orchidej vstavač mužský (Orchis mascula) z rozsáhlého rodu vstavač (Orchis). Les funguje také jako přirozený biokoridor pro organismy migrující z blízké Podbeskydské pahorkatiny do Ostravské pánve. Objevují se zde prvky karpatských migrantů rostlin a živočichů šířící se přes Podbeskydskou pahorkatinu.

## Další informace
Les je celoročně volně přístupný a prochází jim okružní Šenovská naučná stezka.

## Galerie

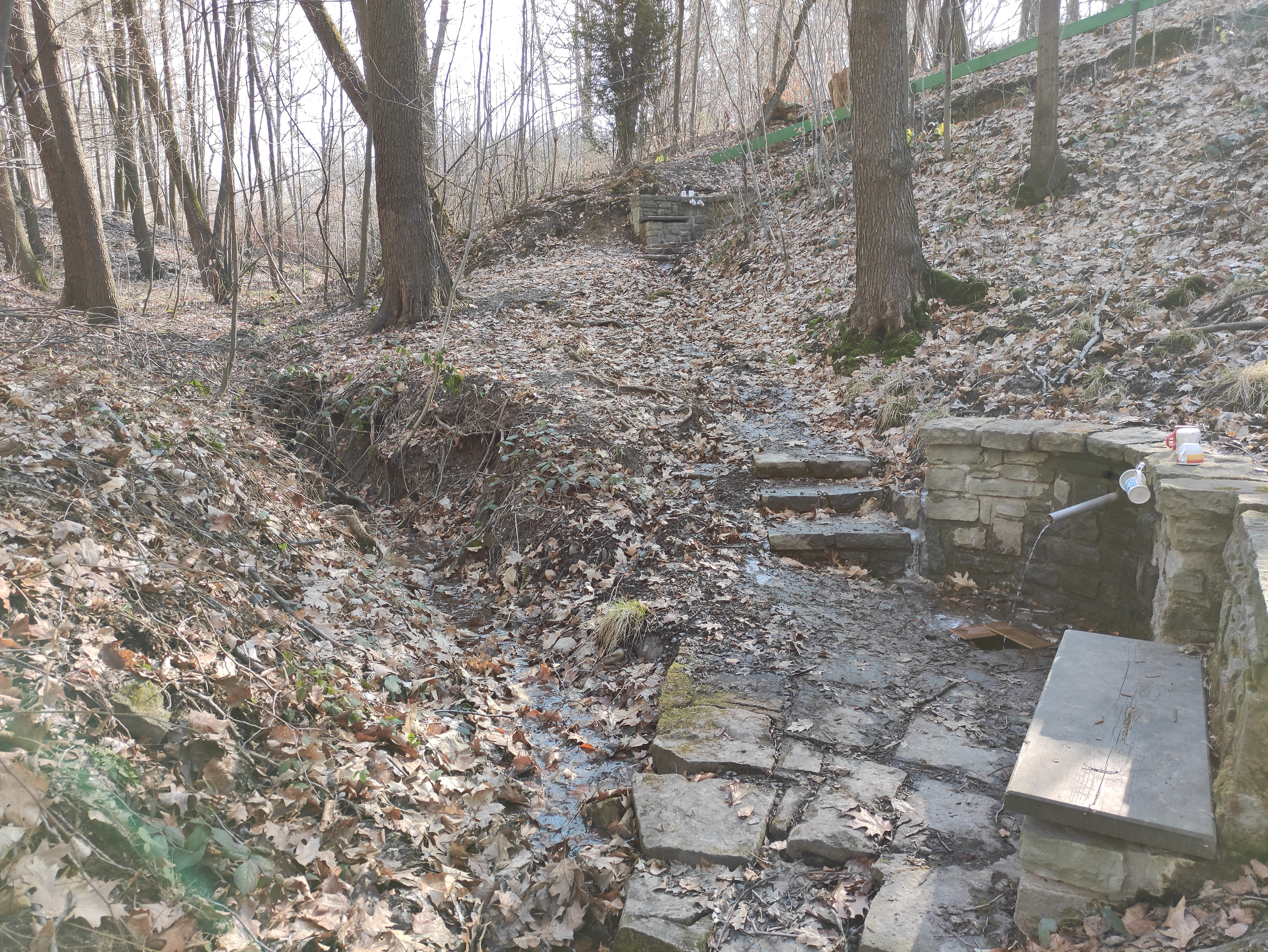